# Brezovo Polje (Chorwacja)
Brezovo Polje – wieś w Chorwacji, w żupanii sisacko-moslawińskiej, w mieście Glina. W 2011 roku liczyła 24 mieszkańców.